# 威爾遜克里克鎮區 (北卡羅萊納州考德威爾縣)
威爾遜克里克鎮區（英語：Wilson Creek Township）是位於美國北卡羅萊納州考德威爾縣的一個鎮區。

## 地方資料
威爾遜克里克鎮區的面積為45.33平方千米，皆為陸地。根據2020年美國人口普查的數據，當地共有人口39人，而人口密度為每平方千米0.86人。